# Quatorzième circonscription de Tokyo
La quatorzième circonscription de Tokyo (東京都第14区, Tōkyō-to dai-jūyon-ku) est l'une des trente circonscriptions législatives que compte la préfecture métropolitaine de Tokyo.

## Description géographique
Entre 1994 et 2017, la quatorzième circonscription de Tokyo correspondait aux arrondissements spéciaux de Sumida et Arakawa.
Entre 2017 et 2022, elle comprenait les arrondissements de Sumida et Arakawa et une partie de l'arrondissement de Taitō.
Depuis 2022, elle regroupe l'arrondissement de Sumida et une partie de l'arrondissement d'Edogawa,.

## Députés
| Législature | Début de mandat | Fin de mandat | Député élu               | Parti politique | Parti politique |
| ----------- | --------------- | ------------- | ------------------------ | --------------- | --------------- |
| 41e         | 1996            | 2000          | Taiichirō Nishikawa (ja) |                 | Shinshintō      |
| 42e         | 2000            | 2003          | Taiichirō Nishikawa (ja) |                 | PC              |
| 43e         | 2003            | 2005          | Midori Matsushima        |                 | PLD             |
| 44e         | 2005            | 2009          | Midori Matsushima        |                 | PLD             |
| 45e         | 2009            | 2012          | Taketsuka Kimura (ja)    |                 | PDJ             |
| 46e         | 2012            | 2014          | Midori Matsushima        |                 | PLD             |
| 47e         | 2014            | 2017          | Midori Matsushima        |                 | PLD             |
| 48e         | 2017            | 2021          | Midori Matsushima        |                 | PLD             |
| 49e         | 2021            | 2024          | Midori Matsushima        |                 | PLD             |
| 50e         | 2024            | -             | Midori Matsushima        |                 | PLD             |